# Regina-Mundi-Kapelle

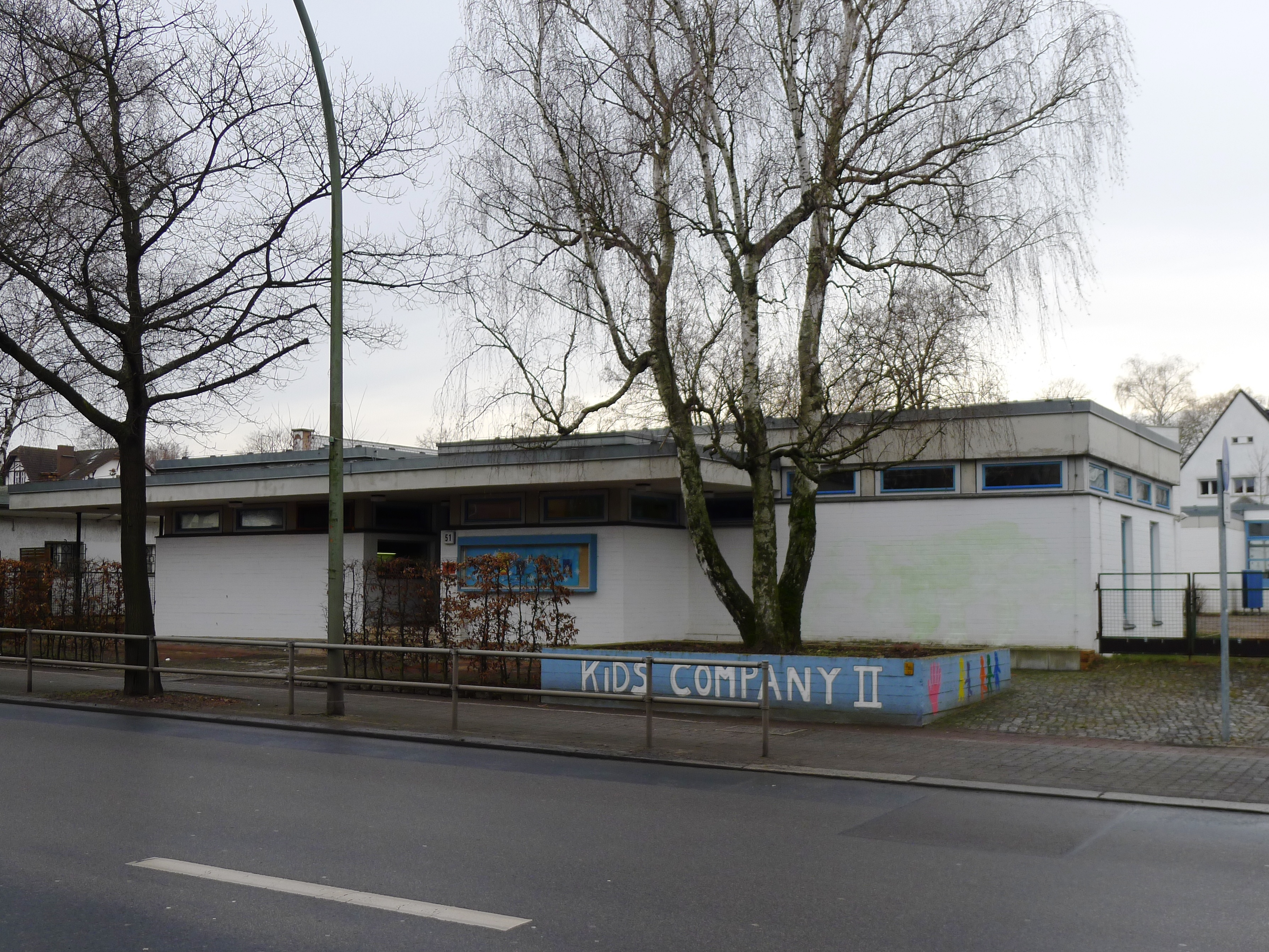
Regina Mundi

Das ehemalige katholische, von Günter Maiwald entworfene Gemeindezentrum Regina Mundi steht am Oraniendamm 51 im Berliner Ortsteil Waidmannslust des Bezirks Reinickendorf.

## Geschichte
Im Jahr 1920 gründeten Ordensschwestern der Salvatorianer in Waidmannslust eine Niederlassung verbunden mit einem Altenheim. In der Kapelle des Hauses nahmen nicht nur die Hausbewohner, sondern auch die Katholiken aus der Villenkolonie an der Heiligen Messe teil. Nach dem Zweiten Weltkrieg entstand im Garten des Stifts für die neue Kuratie die Regina-Mundi-Kapelle, die 1949 geweiht wurde. In den 1960er Jahren entwickelte sich in der südöstlichen Ecke des Gebietes der Kuratie eine Großwohnsiedlung, die architektonisch dem nahen Märkischen Viertel nacheiferte. Die Zahl der Gemeindemitglieder wuchs dadurch stark an. Das führte 1971 zur Errichtung des kleinen Gemeindezentrums. Zugleich wurde Waidmannslust zur selbständigen Kuratie erhoben. Seit Juli 2004 übernahm allerdings das Erzbistum die Betriebskosten für die Kirche nicht mehr und stellte das Grundstück zum Verkauf. Das Kirchengelände gehörte dem Erzbistum und nicht der Kirchengemeinde. Nachdem sich ein Käufer gefunden hatte, musste das Grundstück von der Kirchengemeinde geräumt werden. Die Kirche Maria Gnaden im benachbarten Hermsdorf wird für diejenigen, die den weiten Weg nicht scheuen, die neue Gottesdienststätte sein.

## Baubeschreibung
Die im rechten Winkel zueinander stehenden Baukörper des bungalowartigen Gebäudekomplexes sind flachgedeckt und eingeschossig. Einer Werktagskapelle war eine zum Garten hin verglaste Mehrzweckhalle zugeordnet, die durch eine Schiebetür abtrennbarer war. An der Schnittstelle beider Räume lag die Estrade für den achteckigen Altar, der zusätzlich durch eine Apsis für das Tabernakel hervorgehoben war. Die übrigen Wände sind weiß verputzt. Es gibt keinen Glockenturm.